# Visualisatie
Visualisatie is het omzetten van iets wat in werkelijkheid of in gedachte bestaat naar een beeld.
Visualisatie kent meerdere toepassingen:
- afbeelding op bijvoorbeeld een beeldscherm of papier.
- ruimtelijk inzicht. Iemand die goed (mentaal) kan visualiseren heeft een goed ruimtelijk inzicht.
- datavisualisatie: ook wel kennisvisualisatie of wetenschappelijke visualisatie genoemd, is het vakgebied, dat zich bezighoudt met het visueel weergeven van gegevens.
- geo-visualisatie: is gelijk aan datavisualisatie voor het geval het om data met een ruimtelijke component gaat: geo-informatie. De studie die zich met geo-visualisatie bezighoudt, is vanouds de cartografie, maar sinds de introductie van GIS houden alle ruimtelijk wetenschappers zich hiermee bezig. Deze vorm van cartografie is noodzakelijk, omdat met de opkomst van geo-informatie géén (of beter: niet meer zonder meer) cartografische kenmerken van de informatie worden opgeslagen bij het karteren / inwinnen van de gegevens. Geo-visualisatie is een breder begrip dan beeldschermcartografie.

## Algemeen
Visualisatie is een overkoepelende term voor verschillende soorten van visuele weergave, en omvat begrippen als afbeelding, afdruk, figuur, illustratie, infographic, impressie, tekening en voorstelling.
Visualisaties hebben in de regel een beelddrager. De meest traditionele beelddragers stammen uit de prehistorie en de eerste beschavingen, zoals rots, klei, bot, metaal, papyrus, papier, zijde, canvas. De soorten afbeeldingen en beelddragers zijn met de tijd steeds diverser geworden. Dat geldt ook voor de wijze van productie van afbeeldingen. Traditioneel zijn ze handmatig vervaardigd met kras-pen, houtskool, inkt, gouache en verf. Met de opkomst van de drukpers rond 1500, werden er vervaardigingstechnieken ontwikkeld van mechanische drukvormen, zoals camera obscura, analoge fotografie; gevolgd door geautomatiseerde drukvormen, zoals scans en echografie, en door interactieve media, zoals routeplanners. Iedere vorm van visualisatie is een vorm van communicatie:

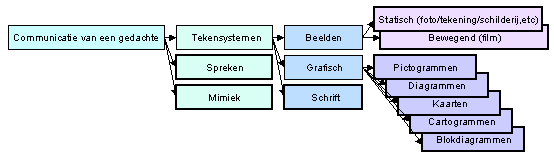
Wijzen van communicatie die er in het algemeen (linker deel) zijn en specifiek ten aanzien van grafische visualisatie (rechter deel). De dikke zwart omrande delen zijn de uitdrukkingsvormen.

De bovenstaande figuur geeft de plaats van visualisatie weer ten aanzien van andere wijzen of uitdrukkingsvormen van communicatie. Het gaat hierbij om de drie blauwe vlakken: beelden, grafieken - waaronder ook kaarten - en het schrift, denk bijvoorbeeld aan een reisgids.
Soms wordt onder visuele weergave mede verstaan: gegevens die geschikt zijn om een visuele weergave te vormen, of een gegevensdrager bevattende gegevens die geschikt zijn om een visuele weergave te vormen.

## Visualisatie: onderwerpen

### Classificatie van informatie bij visualisatie
Voor geo- en datavisualisatie is het van belang om kennis te hebben van meetschalen en van de schalen waarin de informatie getoond moet worden in een diagram of GIS. Bij het inwinnen van data is al voor een bepaalde classificatie gekozen. Deze kan (in opklimmende toepasbaarheid/intelligentie): nominaal, binair, ordinaal, interval en ratio zijn (zie onder meetschaal).
Er is sprake van een (zichtbare) visualisatieschaal, met een aantal onderscheiden klassen, en van een meetschaal. Dit zijn twee wezenlijk verschillende schalen.
Bij het visualiseren kunnen:
- alleen schalen gebruikt worden die gelijk of van een lagere intelligentie zijn ten opzichte van de meetschaal. Bijvoorbeeld: is een meetschaal ordinaal (grondwatertrappen), dan mag de laagste grondwatertrap bij het visualiseren géén witte, en de overige trappen een steeds verzadigendere rode tint krijgen; immers, een ordinale schaal kent géén nulpunt.
- maximaal zoveel categorieën worden gebruikt als er bij de inwinning op de daar gebruikte meetschaal zijn onderscheiden.

Vanwege het (meervoudig) gebruik dient er afstemming te zijn tussen degene die de informatie inwint, en degene die de informatie gaat visualiseren.

### Het communicatieproces bij visualisatie
Bij het vertalen spelen processen zoals afgebeeld in onderstaand figuur:

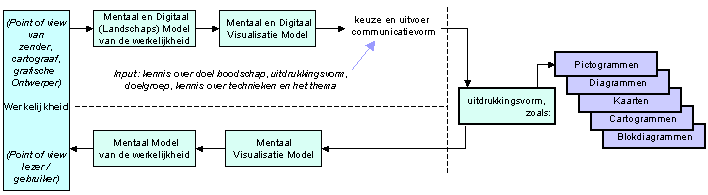
Het belang van mentale (en ook digitale) modellen bij de totstandkoming én ook de interpretatie van de uitdrukkingsvormen (dik zwart omrand).

De figuur toont van links naar rechts het proces van de totstandkoming van de visualisatie. De (grafisch) ontwerper/cartograaf houdt daarbij niet alleen rekening met technische aspecten, maar ook met de doelgroep en de exacte boodschap. Hij/zij zal de complexiteit hierop moeten afstemmen. Hij/zij dient behalve (technische) ervaring ook kennis te hebben van onder andere communicatie, cartografische principes, diagramsoorten, pictogrammen. Kennis van de doelgroep moet ook aanwezig zijn. In het onderste deel van de figuur is immers te zien dat de vertaling van de boodschap naar hoe te handelen (vluchten bij een pictogram of blussen) plaatsvindt. Slechts het rechter deel is een gezamenlijk deel van de zender en de ontvanger. Bijvoorbeeld: het pictogram van een camping of de kaart van een camping). Zelfs de werkelijkheid ('wat is een camping') kan verschillen.

### Foto's als zuivere uitdrukkingsvorm
Van de uitdrukkingsvorm afbeelding als foto - meer nog dan een tekening - kan gesteld worden dat deze niet via een landschaps/gegevensmodel en ook niet via een visualisatie model totstandkomt - er van uitgaande dat de donkere kamer of zijn digitale evenknie het juiste werk heeft gedaan. Zie figuur hierboven. Met andere woorden: de werkelijkheid wordt direct geprojecteerd op de uitdrukkingsvorm. Dat betekent dat er vrijwel géén ruis tussen zender en ontvanger (zie communicatietheorie) plaatsvindt. Of het moet zijn een ongelukkig standpunt van de fotograaf, of gedeeltelijke blindheid van de ontvanger. Culturele invloeden zijn bij foto's - volgens dit model - dus ook vrijwel niet aanwezig; bij pictogrammen, kaarten en zeker tekeningen is die invloed wél aanwezig en in ieder geval sterker. Foto's zijn daarmee - volgens bovenstaand model - misschien wel de meest zuivere en tevens universele wijze of uitdrukkingsvorm van overdracht/communicatie. Alleen wanneer foto's digitaal worden nabewerkt of zelfs gemanipuleerd is de uitdrukkingsvorm niet meer zuiver. (Bij meer kunstzinnige, creatieve fotografie ligt dit een stuk genuanceerder).
In film (zeg: opeenvolgende foto's) wordt wel degelijk geknipt, en zit er dus wel weer een visualisatiemodel (selectie) tussen de werkelijkheid van de zender en het beeld dat de ontvanger van die werkelijkheid krijgt door de uitdrukkingsvorm die hem ter beschikking wordt gesteld.

## Visualisatie van technische informatie
In theorie en praktijk zijn er verschillende middelen om technische informatie weer te geven. Lee E. Brasseur onderkent hierbij de grafiek, de technische tekening, de kaart en diagram, de tabel en de infographic. In alfabetische volgorde zullen we deze vormen bespreken:

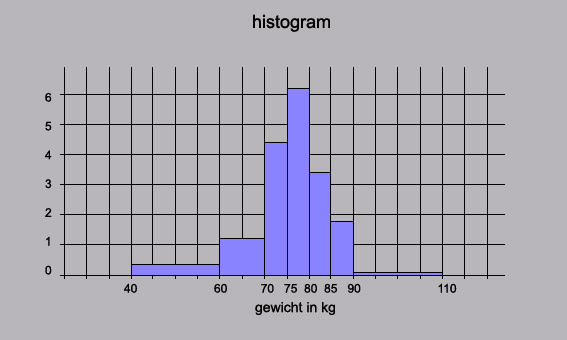
Histogram

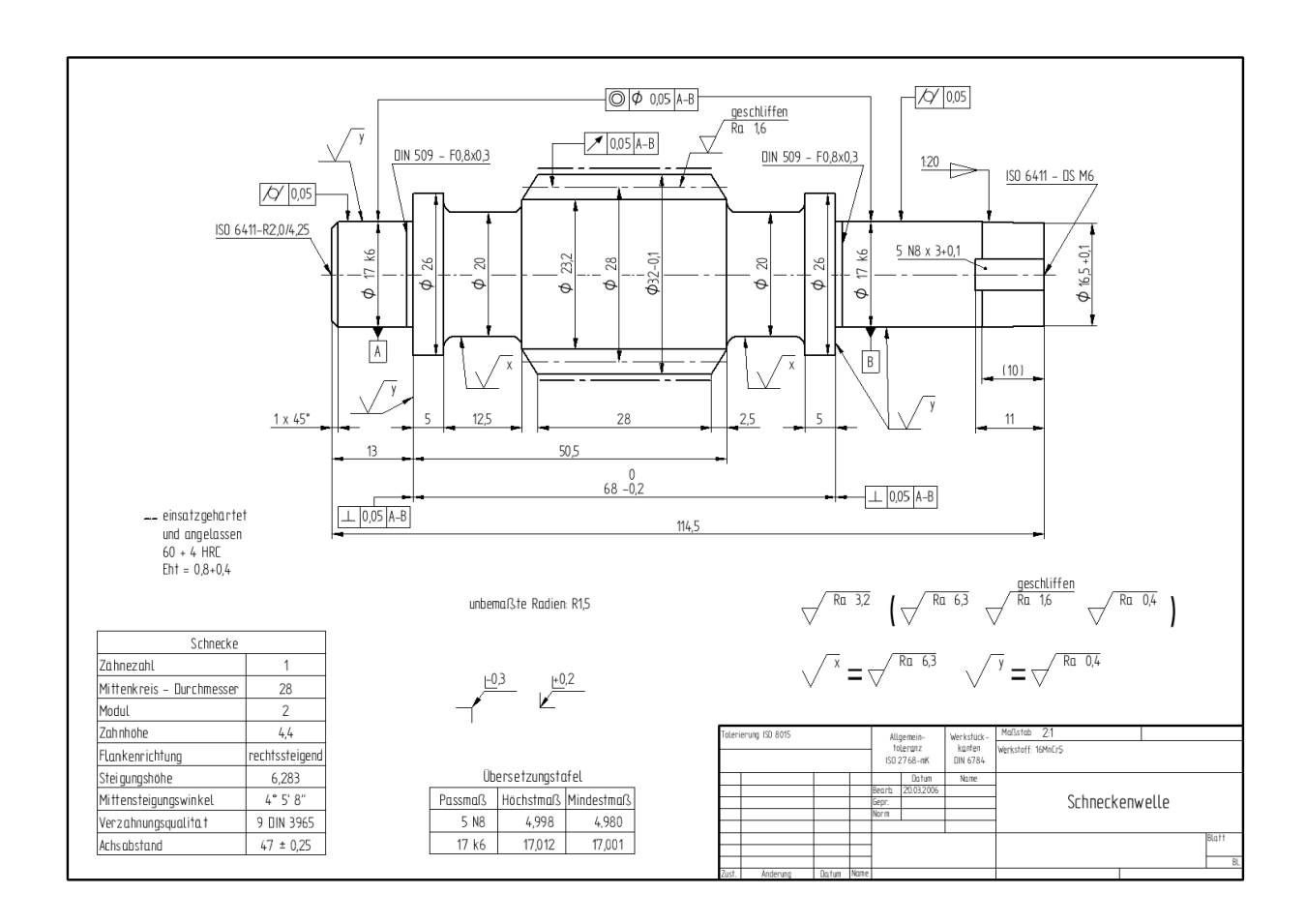
Technische tekening

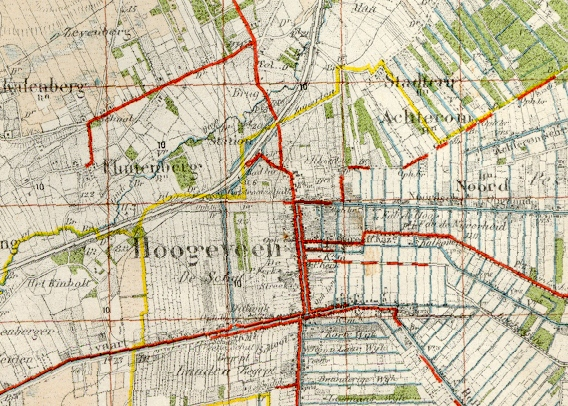
Topografische kaart 1914.

### Diagram
Een diagram is een vereenvoudigde en gestructureerde visuele representatie van een concept, idee, constructie, relaties, statistische data, anatomie etc. Een diagram wordt gebruikt om sommige aspecten van onderwerpen te visualiseren en te verhelderen. Een diagram is dus een afbeelding die de structuur van een object weergeeft, en is eerder een uitleg dan een weergave. Wat uitgelegd wordt, is hoe een object in elkaar zit, dat wil zeggen uit welke onderdelen het bestaat en welke relaties er tussen de onderdelen zijn. De onderdelen worden meestal met simpele geometrische figuren gerepresenteerd en hun onderlinge relaties met lijnverbindingen ertussen.

### Grafiek
In de wiskunde en haar toepassingen is een grafiek een visuele voorstelling in een plat vlak van een (reëlwaardig) functioneel verband (tussen twee veranderlijken). De functie f wordt voorgesteld door in een rechthoekig assenstelsel de punten (x,y) met y=f(x) uit te zetten. Gebruikelijk is het daarbij de x-as horizontaal en de y-as verticaal te tekenen, maar in voorkomende gevallen wordt daar wel van afgeweken.

### Infographic
Een infographic of informatieve illustratie geeft een informatieve weergave van verschillende objecten met een combinatie van tekst en beeld. Dit kan voorkomen in de vorm van een kaart, grafiek, bord, instructieve tekening of een interactieve applicatie. Deze vorm van weergeven is bedoeld voor het overdragen van informatie, data en kennis. Het wordt toegepast door journalisten in nieuws- en achtergrondartikelen, in financiële jaarverslagen, in openbaar vervoerssystemen als verklarend beeld, en voor wetenschappelijke of educatieve doeleinden.

### Topografische kaart
Een topografische kaart is een gemodelleerde weergave van het aardoppervlak, meestal een geografische weergave, soms schematisch. Betreft het een landkaart, dan wordt per definitie gebruikgemaakt van een schaal, zodat de weergave meegenomen kan worden. De eerste landkaarten werden rond 3800 voor Christus gemaakt door de Babyloniërs. Claudius Ptolemaeus was een van de eerste die landkaarten maakte. Uit de Romeinse tijd hebben we de Tabula Peutingeriana.

### Tabel
Een tabel is een matrix van kleine eenheden, cellen genaamd, die in veel gevallen bedoeld is om gegevens overzichtelijk te presenteren

### Technische tekening
Een technische tekening is een type tekening dat technisch van aard is, en onder andere gebruikt wordt in de bouwkunde en werktuigbouwkunde om volgens vastgelegde conventies en standaarden de vorm, maat en andere eigenschappen van constructies in kaart te brengen en nader te specificeren. Technische tekeningen zijn in veelal blauwdrukken.